# Chrysolina variolosa
Chrysolina variolosa es un coleóptero de la familia Chrysomelidae.
Fue descrita científicamente en 1819 por Petagna.